# Митко Трендафилов
Вижте пояснителната страница за други личности с името Митко Трендафилов.
Митко Трендафилов Иванов е бивш български футболист, атакуващ полузащитник, национален състезател на България.

## Биография
Роден е на 25 декември 1969 г. в Димитровград. Висок е 170 см и тежи 74 кг.
Играл е за Димитровград, Нефтохимик, ЦСКА, Локомотив (Пловдив), Несебър, Черноморец и Марсашлок (Малта). Вицешампион през 1997 с Нефтохимик, носител на купата на страната през 1999 с ЦСКА, финалист през 2000 с Нефтохимик и носител на Купата на ПФЛ през 1996 и 1997 г. с Нефтохимик. За купата на УЕФА има 6 мача и 1 гол за Нефтохимик. Има 5 мача за националния отбор.
В края на юни 2011 г. слага край на своята кариера.

## Статистика по сезони
- Димитровград – 1987/88 – А група
- Димитровград – 1987/88 – Б група
- Димитровград – 1988/89 – В група
- Димитровград – 1989/90 – В група, 7 мача/1 гол
- Хасково – 1990/91 – А група, 16/4
- Хасково – 1991/92 – Б група 20/6
- Хасково – 1992/93 – А група, 25/9
- Нефтохимик – 1993/94 – Б група, 19/4
- Нефтохимик – 1994/95 – А група, 21/2
- Нефтохимик – 1995/96 – А група, 24/2
- Нефтохимик – 1996/97 – А група, 28/7
- Нефтохимик – 1997/98 – А група, 27/3
- Нефтохимик – 1998/ес. - А група, 3/0
- ЦСКА – 1999/пр. - А група, 14/2
- Нефтохимик – 2000/пр. - А група, 12/1
- Нефтохимик – 2000/01 – А група, 24/7
- Локомотив (Пд) – 2001/02 – А група, 29/6
- Нафтекс – 2002/03 – А група, 22/2
- Нафтекс – 2003/04 – А група, 23/3
- Несебър – 2004/ес. - А група, 8/1
- Марсашлок – 2004/05 – Малтийска Премиер Дивизия, 21/3
- Черноморец 919 – 2005/06 – В група, 24/13
- Черноморец – 2006/07 – Б група, 16/3
- Нафтекс – 2007/08 – Б група, 20/1
- Несебър – 2008/09 – Б група, 13/0
- Нефтохимик – 2009/10 – В група, ?/11
- Нефтохимик – 2010/11 – В група, ?/8